# Grand Prix automobile de Grande-Bretagne 1974

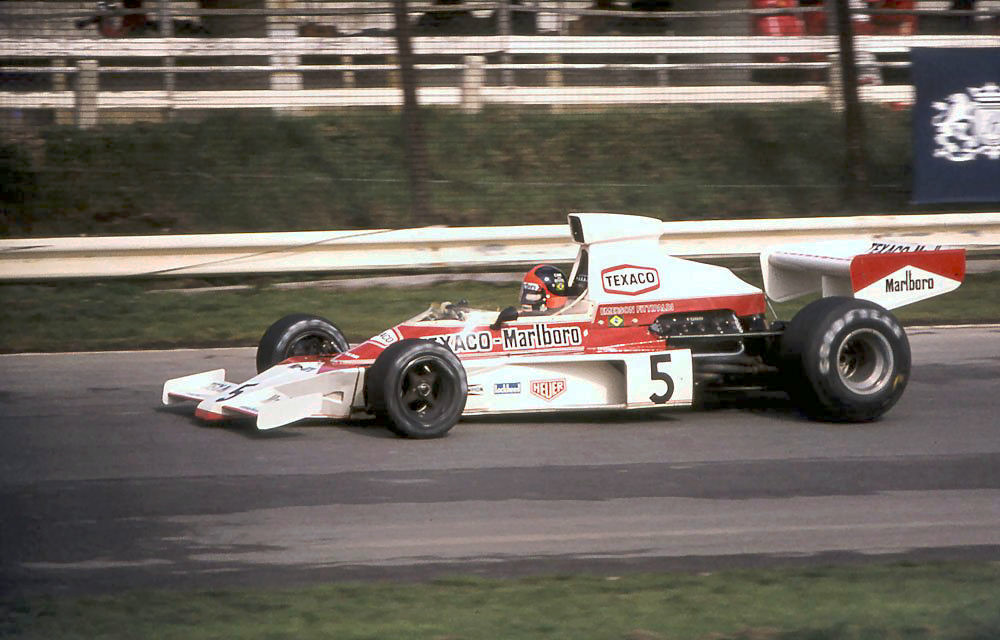
Fittipaldi sur McLaren M23 à la conquête de la deuxième place

Résultats du Grand Prix de Grande-Bretagne de Formule 1 1974 qui a eu lieu sur le circuit de Brands Hatch le 20 juillet 1974.

## Classement
| Pos  | N°  | Pilote               | Écurie            | Tours | Temps/Abandon          | Grille | Points |
| ---- | --- | -------------------- | ----------------- | ----- | ---------------------- | ------ | ------ |
| 1    | 3   | Jody Scheckter       | Tyrrell-Ford      | 75    | 1 h 43 min 02 s 2      | 3      | 9      |
| 2    | 5   | Emerson Fittipaldi   | McLaren-Ford      | 75    | + 15 s 3               | 8      | 6      |
| 3    | 2   | Jacky Ickx           | Lotus-Ford        | 75    | + 1 min 01 s 5         | 12     | 4      |
| 4    | 11  | Clay Regazzoni       | Ferrari           | 75    | + 1 min 07 s 2         | 7      | 3      |
| 5    | 12  | Niki Lauda           | Ferrari           | 74    | + 1 tour               | 1      | 2      |
| 6    | 7   | Carlos Reutemann     | Brabham-Ford      | 74    | + 1 tour               | 4      | 1      |
| 7    | 6   | Denny Hulme          | McLaren-Ford      | 74    | + 1 tour               | 19     |        |
| 8    | 16  | Tom Pryce            | Shadow-Ford       | 74    | + 1 tour               | 5      |        |
| 9    | 8   | Carlos Pace          | Brabham-Ford      | 74    | + 1 tour               | 20     |        |
| 10   | 1   | Ronnie Peterson      | Lotus-Ford        | 73    | + 2 tours              | 2      |        |
| 11   | 28  | John Watson          | Brabham-Ford      | 73    | + 2 tours              | 13     |        |
| 12   | 14  | Jean-Pierre Beltoise | BRM               | 72    | + 3 tours              | 23     |        |
| 13   | 26  | Graham Hill          | Lola-Ford         | 69    | + 6 tours              | 22     |        |
| 14   | 19  | Jochen Mass          | Surtees-Ford      | 68    | + 7 tours              | 17     |        |
| Abd. | 15  | Henri Pescarolo      | BRM               | 64    | Moteur                 | 24     |        |
| Nc.  | 37  | François Migault     | BRM               | 62    | Non classé             | 14     |        |
| Abd. | 33  | Mike Hailwood        | McLaren-Ford      | 57    | Sortie de piste        | 11     |        |
| Abd. | 17  | Jean-Pierre Jarier   | Shadow-Ford       | 45    | Suspension             | 16     |        |
| Abd. | 9   | Hans-Joachim Stuck   | March-Ford        | 36    | Accident               | 9      |        |
| Abd. | 4   | Patrick Depailler    | Tyrrell-Ford      | 35    | Moteur                 | 10     |        |
| Abd. | 20  | Arturo Merzario      | Iso Marlboro-Ford | 25    | Moteur                 | 15     |        |
| Abd. | 10  | Vittorio Brambilla   | March-Ford        | 17    | Distribution d'essence | 16     |        |
| Abd. | 23  | Tim Schenken         | Trojan-Ford       | 6     | Suspension             | 25     |        |
| Abd. | 24  | James Hunt           | Hesketh-Ford      | 2     | Suspension             | 6      |        |
| Abd. | 27  | Peter Gethin         | Lola-Ford         | 0     | Pilote malade          | 21     |        |
| Nq.  | 42  | David Purley         | Token Racing-Ford |       | Non qualifié           |        |        |
| Nq.  | 18  | Derek Bell           | Surtees-Ford      |       | Non qualifié           |        |        |
| Nq.  | 21  | Tom Belsø            | Iso Marlboro-Ford |       | Non qualifié           |        |        |
| Nq.  | 208 | Lella Lombardi       | Brabham-Ford      |       | Non qualifié           |        |        |
| Nq.  | 22  | Vern Schuppan        | Ensign-Ford       |       | Non qualifié           |        |        |
| Nq.  | 29  | John Nicholson       | Lyncar-Ford       |       | Non qualifié           |        |        |
| Nq.  | 25  | Howden Ganley        | Maki-Ford         |       | Non qualifié           |        |        |
| Nq.  | 35  | Mike Wilds           | March-Ford        |       | Non qualifié           |        |        |
| Nq.  | 43  | Leo Kinnunen         | Surtees-Ford      |       | Non qualifié           |        |        |

Légende :
- Abd.=Abandon

## Pole position et record du tour
- Pole position : Niki Lauda en 1 min 19 s 7 (vitesse moyenne : 192,647 km/h). Temps égalé par Ronnie Peterson en qualifications.
- Tour le plus rapide : Niki Lauda en 1 min 21 s 1 au 25e tour (vitesse moyenne : 189,322 km/h).

## Tours en tête
- Niki Lauda : 69 (1-69)
- Jody Scheckter : 6 (70-75)

## À noter
- 2e victoire pour Jody Scheckter.
- 18e victoire pour Tyrrell en tant que constructeur.
- 74e victoire pour Ford Cosworth en tant que motoriste.
- Niki Lauda a fait appel après avoir été bloqué lors de sa sortie des stands lors d'un changement de pneus. Son appel est accepté et bien qu'ayant terminé en 9e position sous le drapeau à damiers, il est reclassé en 5e position et reçoit 2 points.